# マンハント2
『マンハント2』（英:Manhunt 2）は、ロックスター・トロントが開発、米国のニューヨークにあるロックスター・ゲームス社より2007年10月29日に発売されたステルスアクションゲーム。マンハント シリーズ第2作目。
対応機種はPlayStation 2、PlayStation Portable、Wii、Microsoft Windows。

## 概要
1作目『マンハント』の続編で、Microsoft Windows版、PlayStation 2版はRockstar London、 PlayStation Portable版はRockstar Leeds、 Wii版Rockstar Torontoが製作を手掛けた。
レイティングは前作と同じだが、今作では処刑シーンでフィルター（後述）が施され、よく見えないようにされている。今作ではホラー色が強くなっており、ゲーム終盤では精神世界といった非現実のステージも登場する。
システムは前作とほぼ同じだが、障害物をよじ登るなどの新アクションが追加されたほか、戦闘面においては敵の頭上から襲い掛かる「Jumping executions」、銃火器を使った「Gun executions」、環境を利用した「Environmental executions」の3つの処刑アクションが新たに追加された。
PSP版を除き「interactive execution」と呼ばれる機能が搭載されており、処刑の際にコマンド入力を行うことができ、オフにしたい場合はオプションで切り替えられる。
また、敵から逃れ暗闇に隠れても、時折画面にコマンドが発生する事があり、入力に失敗すると発見されてしまう様になった。AIに関しては、前作同様ライトを所持している敵も登場するが、今作ではこちらを発見する能力を持っている。ただし目の前で障害物に隠れただけにもかかわらずプレイヤーを見失ったり、遠距離から狙撃されているのに反応しないなどといった事もある。
道中のセーブは前作の様に特定のアイテムを取るのでは無く、完全なチェックポイント制になっており、一定の場所まで進むと自動的にセーブされるようになった。処刑アクションで倒すと体力が回復する、敵の銃撃によるダメージが前作よりも若干下がっているなど、前作から多くの仕様に変更が加えられた。また隠し要素も隠しステージが1つだけになっている。

## ストーリー
精神病院に収容された元科学者、主人公ダニエル・ラムが、仲間のレオ・キャスパーとともに施設を脱走し、失った記憶を探すため、「ピックマン・プロジェクト（Pickman Project）」なる組織が放ったハンターたちと死闘を繰り広げる。ストーリーが進むにつれ、恐ろしい真実が明らかになっていく。

## 登場人物
ダニエル・ラム（Daniel Lamb）
声 - Ptolemy Slocum
本作の主人公。かつてはアメリカの神経科学の最高幹部の一人だったが、とある実験の被験体に自ら志願したことで記憶を失い、「ピックマン・プロジェクト」傘下の精神病院であるディクスモール・アサイラム（Dixmor Asylum）に収容されてしまう。施設内で患者たちによる暴動が起きた際にレオに誘われ脱走する。
レオ・キャスパー（Leo Kasper）
声 - Holter Graham
ディクスモール・アサイラムの収容者。元政府の暗殺者。ダニエルと行動を共にする。冷酷かつ残忍な性格で、暗殺者としての能力が高く、「ピックマン・プロジェクト」について詳しい。ダニエルに協力しつつも、何故か彼が記憶を取り戻すことを良く思っていない。エピソードによってはレオを操作することができる。
ジュディ・センダー（Judy Sender）
声 - Jordin Ruderman
ダニエルの過去を知る人物の1人。売春宿Bees Honey Potの支配人と、「ピックマン・プロジェクト」の女科学者の2つの顔を持つ。
マイケル・グラント（Michael Grant）
声 - Baron Vaughn
ダニエルの同僚であり、友人でもある黒人の男。「ピックマン・プロジェクト」と関わりを持つ。
Dr.ホワイト（Dr. Laura Whyte）
声 - Nicole Orth-Pallavicini
精神病院の臨床心理士であり、ダニエルの過去を知る人物の1人でもある女性。
Dr.ピックマン（Dr. Pickman）
声 - Richmond Hoxie
「ピックマン・プロジェクト」の創立者。ダニエルを捕らえるべく残忍なハンターたちを街に解き放つ。

## 敵対組織
アサイラム看護師（Asylum Orderlies）
ディクスモール・アサイラム（Dixmor Asylum）の職員だが、実際は「ピックマン・プロジェクト」に金で雇われた暴漢たちで、患者に日常的な虐待を行っている。脱走者であるダニエルを発見すると攻撃してくる。エピソード1のみに登場。
ウォッチドッグス（Watchdogs）
ダニエルを捕らえる為に放たれた「ピックマン・プロジェクト」の暗殺部隊。ゲーム中最も多く登場する敵勢力で、全員が黒いスーツとネクタイと黒革の手袋を着用し、サングラスや覆面、ファントムマスクなどで顔と身元を隠して法医学的証拠を残さないようにしている。スタンロッドなど近接武器やハンドガン、ショットガン、スナイパーライフルなど様々な銃火器で武装している。
スキンヘッドのメンバーは会話の中で「エージェント74」と名乗っており、これはスクウェア・エニックスのゲーム「ヒットマン」の主人公エージェント47のオマージュである。
パーヴス（Pervs）
SMクラブ、アダルトショップを経営しているギャング団。サディストやカニバリストといった拷問殺人を好むものや、ダニエルに卑猥な言葉を浴びせてくるレイピストやホモセクシャル、ペドフィリアなどの異常性癖者で構成されている。ボンデージ姿やトゲ付きのレザーマスクを着けた者など異様な格好をしたメンバーが多い。Wii、PC版では動物のマスクを被りスーツや白衣を着用した者もいる。Beta版ではスカートを履いて女装しているものや露出癖と見られるメンバーも存在した。武器はバットやサーキュラソーなど。
レッドキングス（Red Kings）
風俗街を縄張りにしている薬物中毒者とネクロフィリアで構成された野蛮なストリートギャング。赤を基調とした服を着ている。「ピックマン・プロジェクト」との関わりは無いが、成り行きで彼らのテリトリーを通らなければならない。Beta版では全員がギャングのチームロゴが施されたマスクを被り迷彩カラーの服を着ていた。また、彼らの顔(フェイスデータ)は実在の覚せい剤中毒者の経過写真から流用されていた事実が判明している。プライヤ、バットを武器にしている。エピソード4のみに登場。
プロジェクト・ミリティア（Project Militia）
「ピックマン・プロジェクト」の私設軍隊。組織に忠誠を誓った凶悪犯や元死刑囚で構成されている。Beta版では顔を黒いマスクで覆った死刑執行人のような見た目のメンバーも存在した。サブマシンガンやスナイパーライフルといった銃火器や、ヘリコプターなどを所持している。
ブラッドハウンズ（Bloodhounds）
「ピックマン・プロジェクト」に雇われた合衆国南部のバウンティハンター。KKKを思わせる異様な格好をした者から一般的な服装をした者まで様々なメンバーがいる。Beta版では自由の女神のような服装をしたメンバーも存在した。バットや鎌、サブマシンガン、クロスボウなど多彩な武器で武装している。
レギオン（The Legion）
「ピックマン・プロジェクト」の元被験体たち。ダニエルと同じアサイラムの収容服を着用し、顔や体中に拘束具や包帯を巻いている。隠しエピソードでは集団で登場し、アサルトライフルやサブマシンガンなど強力な武器で武装している。最初はエピソード1で登場するが数は少なく、素手で攻撃してくるのみ。また看護師とは敵対しており、お互いが出会うとこちらを無視して戦い始める。Beta版では十字架を背負い、首にロープを巻いた死刑囚のような服装をしたメンバーも存在した。
ディクスモール収容者（Dixmor Inmates）
レギオンと同じくディクスモール・アサイラムに収容されている患者たち。ダニエルと同じ収容服を着ている。ダニエルを見つけると殴りかかってくる患者もいるが、うずくまっているだけの者や自ら命を絶つものなど、必ずしも敵対するわけではない。女性の収容者もいるが音声データのみで製品版では実用化されなかった。
CMPD（Cottonmouth Police Department）
コットンマウスシティ警察。街の治安維持や夜間のパトロールが主な業務。「ピックマン・プロジェクト」に協力しており、住宅街に逃げ込んだレオを捕縛するために攻撃してくる。前作と比べると言動は至って普通の警察官だが、拘束したレッドキングスのメンバーを警棒で殴り殺すなど勤務態度が真面目とは言えない。警棒や懐中電灯で武装している。
S.W.A.T.（Special Weapons And Tactics）
レオによって警察官が大量に殺害されたことにより派遣された特殊部隊。ショットガンで武装している。
警備員（Rent-a-cops）
民間警備会社から派遣された夜間警備員。「ピックマン・プロジェクト」が保有する書類倉庫を仕事で巡回しており、侵入者であるダニエルを見つけると攻撃してくる。警棒で武装している。
風俗業者（Pimps）
売春宿Bees Honey Potで働くポン引き。「ピックマン・プロジェクト」に協力しており、訪ねてきたダニエルに襲いかかる。武器はバットやショットガンなど。
研究員（The Project Scientist）
「ピックマン・プロジェクト」の研究に関わっている科学者や医療スタッフたちでダニエルの元同僚。実験動物に虐待とも言える手術を行い、人体実験も行なっている。手術着を着用した執刀医や作業着姿のスタッフがおり、麻酔銃や弓鋸で攻撃してくる。他にも白衣を着た非戦闘員がゲーム中に出てくる。
一般市民（Civilians）
「ピックマン・プロジェクト」とは関係の無い住民。特にPC版に多く登場し、トラックの運転手やホームレスなど様々な種類が登場する。基本的に非戦闘員でダニエルを見つけると逃げていくが、所持品を盗んだ場合や住宅街で敷地内に侵入した際などに攻撃してくる。
PC版のみだが、エピソード9に登場する一般市民を殺害すると、「Daddy!」(お父さん！)と彼の子供が泣き叫ぶ声を聞くことができる

## 登場武器
注射器
薬液を相手の首や眼球に注入して息の根を止める。装備時に壁や敵を叩くと壊れてしまう。
ペン
相手の腹部や首に何度も突き刺す。装備時に壁や敵を叩くと壊れてしまう。
ガラス片
ナイフのようにして相手の腹部や首を切り裂く。前作同様ガラス類のオブジェクトを壊すと手に入ることもある。装備時に壁や敵を叩くと壊れてしまう。
ビニール袋
顔に被せて相手を窒息死させる。もしくは、視界を奪ってから首をへし折る。装備時に壁や敵を叩くと壊れてしまう。
有刺鉄線
刺の付いた金属製ワイヤー。後ろから首を締め上げて窒息させて殺害する。最終的には首を引きちぎることもある。装備時に壁や敵を叩くと壊れてしまう。
ウイスキーボトル
Wii、PC版のみに登場。
後頭部を殴り、その衝撃で割れたボトルを喉や胸部に突き刺すなどして失血死させる。
バール
背後から後頭部に突き刺し、倒れた相手の腹部を滅多刺しにするなどして殺害する。
サーキュラソー
接近戦では他の近接武器と同じく片手で振り回すのみ。刃を作動させて相手の頭部などを生きたまま切り落とす。
プライヤー
特定の金網を剥がすのに必要な武器。エピソードによっては必ず入手しないと先に進めない。修正前は敵の肉や眼球を抉り取る処刑アクションだったが、修正後は単に殴りつけるだけの処刑に変更された。PC版では修正前のものが再現されている。
警棒
警察官などが持っている武器。後ろから首をへし折ったり、頭部を滅多打ちにして脳を破壊する。
弓鋸
相手を押さえ付けて首や頭部を無理やり切断する。もしくは、頸動脈を切り裂いて失血死させる。
鎌
背後から股間や頭部を裂く。もしくは、腹部を切り開く。
懐中電灯
光のオンオフが可能だが、オンにしてもデメリットしかない。PS2、PSP版のみに登場。
処刑アクションは警棒に似ている。
剃刀
Wii、PC版のみに登場。
腹部や眼球などに何度も切りつけ、最終的に首の頸動脈を掻き切る。
バット
主に背後から殴りつけて頭部を破壊する。
消火斧
頭部を切断する。もしくは、腹部に何度も振り下ろす。
スタンロッド
高圧電流で感電死させる。もしくは、口に突っ込んで頭部を沸騰させる。
近接武器では最強で威力は高い。ガード不能で簡単にダウンさせることができる。敵が複数装備している場合は注意。
ショベル
主に頭部や首に突き刺して失血死させる。
スレッジハンマー
背中などに振り下ろし、相手の動きを止めてから頭部を粉砕する。
日本刀
Wii版には登場しない。
レオ(ダニエル)がテレビ局のスタッフを大量虐殺するのに使用した。主に頭部を斬首して殺害する。
刈込鋏
住宅街の車庫で手に入る。背後から突き刺して背骨を切断したり、正面から首を挟んで頭部を切り離す。
メイス
Wii版のみに登場。
頭部を殴りつけ、同時に出血させる。
ハンドガン
背後から殴り倒し、相手の口に突っ込んでから引き金を引く。ハンドガンに限らず、Beta版だと銃器類の処刑アクションは他に2パターンあったが、製品版では実用化されていない。
リボルバー
処刑アクションはハンドガンと同じ。
麻酔銃
今作では拳銃型で、敵に撃ち込むとわずかの間行動不能にさせる。ヘッドショットを狙うか、二発連続で撃ち込むと敵を気絶させることができる。前作と同じくこちらが撃たれた場合は自動照準が働かなくなり、アイテムが拾えなくなる。処刑アクションは背後から一発撃ち込み、朦朧とした相手を地面に倒してから頭部を踏み潰す。
信号拳銃
連射はできないが銃器類では最強で、敵に命中すればヘッドショット問わず一発で倒すことができる。こちらが撃たれても即死はしないが、ダメージは非常に大きい。エピソード5後半では頼りになる武器。
処刑アクションはハンドガンと同じ。
サブマシンガン
連射が可能。処刑アクションはハンドガンと同じ。
ショットガン
至近距離での威力が高い。処刑アクションは背後から殴り倒し、怯える相手の頭部を吹き飛ばす。
スナイパーライフル
狙撃武器。威力は高い。弾薬を消費せず処刑アクションが行える。敵が装備している場合、前作では視界内に入ると確実に撃たれたが、今作では外すことが多くなった。
クロスボウ
狙撃武器。スナイパーライフルと同等の威力がある。矢を消費せず処刑アクションが行える他、外した矢は回収が可能。
アサルトライフル
威力が高い連射性の銃器。
煉瓦、缶、ボトル、ゴルフボール、首
前作同様、投げつけ、敵の注意を引き付けるために使う。首はエピソードによっては先に進むために必要。また、首を発見した敵は死体を発見した時と同じ警戒状態になる。
牛乳瓶、新聞紙、ディルド
製品版では削除された武器。
牛乳瓶の処刑アクションはウイスキーボトルと同じ。新聞紙は首を締めるか殴る。ディルドは口に突っ込むなどする。
メス
ストーリーと環境処刑にしか現れなかった

## アイテム
ペインキラー
体力を半分回復する。ロッカーなどに隠されていることも多い。前作同様、こちらの体力が少ない時に特定の敵を倒せば落とすことがある。
ガソリン缶
エピソード10のみに登場。持っている間は攻撃や走って移動することができなくなるが、トラップのようにガソリンを任意の場所に撒いて環境処刑として利用することが可能。何度でも撒くことができる。

## その他
- 本作の暴力表現に対する非難は前作以上に大きく、イギリスやドイツでは政府系倫理審査機関による発売禁止処分ないしレイティング拒否に至っている[2]。アイルランドやイタリアでも発売禁止にする予定だったが、後に無修正のまま発売された[3]。ノルウェーでは通常通り発売されたが、本作の発売後暴力ゲームに対する会議が開催された[4]。これらに対し、オランダではPEGIの「16+」を遵守することを原則としつつも、最終的にはプレイヤーの自己責任に帰するとして発売禁止処分は行われていない[5]。またオランダ版およびポルトガル版ではPS2、Wii、PSP版も北米コンシューマ版と違いフィルターがかかっていない。
- 米国大手ゲーム情報サイトIGNで、2008年10月29日に掲載された“ここ数年で最も怖いゲーム”のランキングでは、全13位中11位[6]を獲得している。
- このゲームは過去、エンターテインメントソフトウェアレイティング委員会(ESRB)の審査にて『Adults Only (18歳未満提供禁止)』のレイティングを受けてしまい、殺害シーンにフィルターを掛けたり、各ステージをクリアしても成績やランクが表示されない等を施した修正版を再審査に提出し、『M (17歳以上)』のレーティングを受けてから発売されたというエピソードがある（海外の大手チェーン店ではAOが付いた物を扱わないので、売る手段が限定されてしまう為）。
- 2009年11月6日にはPCでDirect2Driveよりダウンロード販売されていた（日本では購入不可）。PC版は殺害シーンが鮮明になっており、また前作同様ステージクリア時の評価システムが存在している等、修正前に近い内容になっている。レイティングは修正前に受けたAOになっている。2011年にはAOレイティングの扱い変更によりDirect2Drive上での販売が停止された[7]。これによりPC版の新規正規版購入が不可能な状況になっていたが、2020年現在、amazon.comのダウンロード販売から購入可能になっている（ただし米国居住者が販売対象）。